# Waynesburg (Pennsylvania)
Waynesburg è un comune (borough) degli Stati Uniti d'America, situato nello stato della Pennsylvania, nella contea di Greene, della quale è il capoluogo.